# CFR Simeria
CS CFR Simeria este un club sportiv (CS) de fotbal din Simeria, România, care în prezent are doar grupe de juniori.

## Istorie
În anul 1907, la Cluj lua ființă o echipă de fotbal la Atelierele Căilor Ferate, cu care feroviarii din Simeria aveau strânse legături profesionale.
Dat fiind faptul că, în Colonia muncitorească Simeria, se înființase un cor și o fanfară, o asociație de lectură, precum și o asociație a tineretului, se resimțea necesitatea înființării unei asociații sportive, care să asigure dezvoltarea fizică a tineretului, prin practicarea organizată a sportului. Astfel, la data de 28 mai 1909, a luat ființă „Asociația sportivă PVSE (Piski Vasutas Sport Egylet – Asociația Sportivă Feroviară din Simeria)”.
Începutul a fost anevoios, deoarece asociației îi lipsea baza materială; în plus, unii dintre localnici, chiar dintre oficialități, nu vedeau cu ochi buni acest demers. Predomina concepția că jocul tinerilor cu mingea era ceva neobișnuit și rușinos pentru acele timpuri. S-a primit, totuși, ajutor de la conducerea unităților comerciale, documentele vremii menționându-i pe: inginerul Mesko Ianos (șeful Atelierelor MAV), inginerul Szeitz Sandor (șeful Depoului de locomotive) și pe Balazs Arpad și pe conducătorii firmelor de cale ferată.
Un articol datând din 15 august 1909 relatează că în ziua de duminică, 12 august același an, la Deva a avut loc meciul amical de fotbal între echipele DAK(Club Atletic Deva) și PVSE, cu care ocazie simerienii au aliniat următoarea formație: Pereny, Palatka, Telicsek, Horvath, Schett, Toth, Schobel, Bátsker, Rublitzky, Fried și Kánya, iar formația deveană avea în componență pe Csek, Păcurar, Péter, Grünvald, Hobay, Lengyel, Müllner, Kroll, Kozma, Zudor și Hoszu (ziarul „Hunyadvármegye”, nr.33/15 august 1909). Deși s-au înscris în campionatul de fotbal 1909-10 echipa nu s-a prezentat la primele două meciuri și a fost exclusă. 
În anul 1911 s-au desfășurat la Simeria și un șir de meciuri amicale cu alte echipe, dintre care demne de a fi amintite sunt cele cu renumita echipă arădeană ATK (Aradi Tornaj Klub – Clubul de Gimnastică Arad), pe care echipa simeriană a învins-o categoric cu scorul de 7:1, precum și cu echipa TKS (Temesvari Kinizsi Sport – Sportul Timișorean Chinezul), care a cedat în fața feroviarilor simerieni cu scorul de 8:2. Publicul simerian a sprijinit cu  multă dragoste fotbalul, sperând ca în anul competițional 1911-1912 feroviarii să se claseze pe un loc fruntaș în Liga de nord.
Anul 1911 are, pentru orașul Simeria, semnificația unui al doilea început: cel al unei activități sportive organizate. Dintre disciplinele sportive care se practicau în localitate și în împrejurimi, fotbalului i-a revenit onoarea de a lansa sportul într-o competiție oficială. Începând cu sezonul 1911-1912, echipa de fotbal PVSE ia parte la campionatul Ligii de Nord din Ardeal, competiție care a fost câștigată de echipa feroviară clujeană KVSC.
Ziarul „Hunyadvármegye”, nr.23/10 august 1913, își anunță cititorii că în ziua de duminică, 3 august, la Simeria s-a ținut o întrecere de fotbal dotată cu trofeul „Cea mai bună echipă de fotbal județeană”, întrecere la care au participat numai 5 echipe: Deva TK, Hațeg SE, Dobra tineret, SE, Ilia SE și PVSE, deoarece Petroșani SK nu s-a prezentat. PVSE a jucat cu Hațeg și a câștigat cu 11:0, obținând astfel și trofeul de primă echipă pe județ. Și echipa de gimnastică a PVSE a participat, în ziua de 10 august 1913, la o întrecere de gen la Deva.
Aceeași publicație, în numărul său din 7 septembrie 1913, anunță noua echipă de fotbal a simerienilor: Gîrbovan, Palatka, Telicsek, Csákány, Velicsek, Mohilla, Fejes, Major, Vitkovski, Kozma, Hegyesi. În turul sezonulului 1913-14 a terminat pe locul 2, dar returul a fost mai putin reușit pierzând meciurile directe cu contracandidatele la titlul de campioana a Transilvaniei: Club Atletic Cluj și Clubul Gimnastic Cluj, terminând pe trei din 11 echipe.
În anul 1914 se înregistrează un regres evident al activității sportive la Simeria, cauzat de pregătirile Imperiului Austro-Ungar pentru intrarea în război. Doar o știre lapidară, apărută în același ziar „Hunyadvármegye”, din data de 5 iulie 1914, amintește despre un meci de fotbal desfășurat la Deva, între DTK și PVSE, meci în urma căruia echipa simeriană a învins cu scorul de 4:0.
În perioada imediat următoare sfârșitului Primului Război Mondial, asociațiile sportive din Transilvania, Banat și Crișana, care practicau un fotbal superior echipelor din teritoriile românești de dincolo de Carpați, se aflau la un nivel sportiv mai ridicat și își disputau întâietatea într-un campionat aparte. Astfel, conducerea mișcării fotbalistice a fost asigurată de către Federația Română din Ardeal și Banat, creată la 13 octombrie 1919, având sediul la Cluj Napoca, și de către Federația Cluburilor de Fotbal din Banat, înființată la 8 septembrie 1920, având sediul la Arad. În plus, la 21 iunie 1921, s-a înființat Federația Societăților Sportive din România (FSSR).
Anul 1919 este și cel în care mișcarea sportivă din Simeria își schimbă numele din Piski Vasutas Sport Egylet (PVSE), în Asociația Sportivă CFR Simeria. Echipa de fotbal CFR Simeria a participat, în campionatul categoriei I din cadrul districtului de fotbal Arad, alături de echipele AMEFA, ATE, AAC și Olimpic din Arad, alcătuind împreună o serie regională. În această perioadă, echipa de fotbal a simerienilor s-a înnoit, cu jucători din lotul de tineret: Velicsek Rudolf, Bogdan, Balazsi, Ghebrovschi, Matei, Cosma Victor, Tapoș, Mohilla, Meszaros, Ambruș Boldijar, Matli, Sztankoczi, Horvat Victor.
În vederea desfășurării competițiilor sportive în condiții bune, noul comitet de conducere a hotărât mutarea terenului de fotbal într-o zonă centrală a orașului. În scurt timp locul a fost găsit și închiriat, terenul fiind situat în perimetrul delimitat de străzile Mihai Viteazul, Anton Pann și Privighetorii.
Arena de fotbal, mărginită de zid din cărămidă pe laturile de nord și de vest, de gardul bisericii pe latura sudică și clădirea cinematografului spre est, avea lungimea de 100 m și lățimea de 60 m, fiind corespunzătoare pentru întâlniri oficiale și nu era împrejmuită cu plasă de sârmă. Spectatorii vizionau meciurile de pe marginea terenului, iar pe una dintre laturile sale au fost montate bănci de lemn.
Antrenamentele aveau loc în zilele de marți și joi, fiind coordonate de Vitkovscky Antoniu, iar din 1920 de către Sebeșan Ștefan, care era și arbitru de fotbal. Fiind salariat la Atelierele CFR Simeria a pregătit echipa până în anul 1939, când s-a transferat la Timișoara.
Și după sfârșitul celui de-al Doilea Război Mondial, publicația „Hunyadvármegye” continuă să informeze cititorii despre activitatea sportivă din județul Hunedoara. Lotul simerian folosit în acest campionat, mai precis în sezonul fotbalistic al anului 1919, a fost: Ghirbovan-portar, Palatka și Mohilla-fundași, Csakany, Velicsek și Sztankoczi-mijlocași, Ambruș, Boldiysar, Zsigmond Iosif, Cosma Victor și Hegyeși-înaintași, iar rezerve: Kirhoff, Matlii, Horvath Victor, Bogdan, Meszaroș, Balazsi, Ghebrovschi, Tapoș și Velicsek rudolf, mulți promovați din lotul de juniori.
Comitetul de conducere s-a preocupat și de rezervele viitoare ale echipei și, în această direcție, au organizat meciuri de fotbal și cu echipa de tineret. Astfel, duminică, 11 mai 1919, la Simeria s-a jucat meciul de fotbal între echipa de juniori CFR Simeria și echipa Fotbal Club Călan, care s-a încheiat cu rezultatul de 6:2 în favoarea simerienilor.
Echipa feroviară era angrenată și în campionatul regional „Liga de Nord”, în compania echipelor din Cluj-Napoca. Astfel, în urma meciului de fotbal desfășurat la Cluj-Napoca cu echipa Clubul de Gimnastică Cluj, s-a înregistrat un scor de 5:1. în vara aceluiași an, în 10 august, devenii au asistat, pe terenul de la cetate, la întâlnirea dintre echipele Clubul de Gimnastică Deva și CFR Simeria, soldat cu scorul de 2:2. Două săptămâni mai târziu, tot la Deva s-a desfășurat meciul de fotbal între Clubul de Gimnastică Deva și CFR Simeria, terminat cu scorul de 0:2 în favoarea ceferiștilor.

## Lotul sezonului 2011-2012
| Nr. |         | Poziție | Jucător                |
| --- | ------- | ------- | ---------------------- |
|     | România | P       | Marius-Vasile Iancău   |
|     | România | P       | Cosmin Dragota         |
|     | România | P       | Andrei Raț             |
|     | România | P       | Emanuel Răzvan Gheață  |
|     | România | F       | Emil Cristian Vartan   |
|     | România | F       | Florin Ungureanu       |
|     | România | F       | Adrian Dosan           |
|     | România | F       | Bogdan-Laurențiu Lazăr |
|     | România | F       | Ion-Alexandru Păduraru |
|     | România | F       | Daniel Ionuț Buta      |
|     | România | F       | Andrei Dan Stroia      |
|     | România | M       | Bogdan-Ovidiu Găceanu  |
|     | România | M       | Ioan Alexandru Ivașcu  |
|     | România | M       | Vlad Alexandru         |

| Nr. |         | Poziție | Jucător                  |
| --- | ------- | ------- | ------------------------ |
|     | România | M       | Andrei-Cristi Făgărășanu |
|     | România | M       | Andrei Mihai Soit        |
|     | România | M       | Raul Alexandru Lintaru   |
|     | România | M       | Marius Uibaru            |
|     | România | M       | Fabian Pop               |
|     | România | M       | Alexandru Vasnic         |
|     | România | M       | Constantin Vișan         |
|     | România | M       | Flaviu Nicolae Chelariu  |
|     | România | M       | Radu Constantin Bobelică |
|     | România | A       | Daniel Dăscălescu        |
|     | România | A       | Dan-Andrei Suciu         |
|     | România | A       | Adrian Ciprian Pepenar   |
|     | România | A       | Flavius Nicula           |
|     | România | A       | Claudiu Zdrincu          |

## Palmares
Liga a III-a
- locul 5 (2008-2009)
- locul 4 (2009-2010)

Liga a IV-a Hunedoara
- Campioană (5): 1969-1970, 1983–1984, 1984–1985, 1999–2000, 2006–2007